# Delta Goodrem
Delta Lea Goodrem (Sydney, Ausztrália, 1984. november 9. –) többszörös ARIA-díjnyertes ausztrál énekesnő, dalszövegíró, zongorista és Logie-díjas színésznő.

## Életrajz

### Gyermekkora és az első próbálkozások
Delta Goodrem Sydney-ben született Denis és Lea Goodrem gyermekeként. Egy fiatalabb fiútestvére van, akit Trent-nek hívnak. Már gyermekkorában komoly érdeklődést mutatott a zene és szereplés iránt, habár a The Hills Grammar School-ban ahová járt, inkább a sporttevékenységre helyeződött a hangsúly a zene csak másodlagos szerepet kapott.
7 éves korában a Galoob játékgyártó cég reklámfilmjében szerepelt ausztrál honfitársával Bec Cartwright-tal. 10 éves volt, amikor zongorázni kezdett, miközben ének- és táncórákra járt, valamint színészetet is tanult. A későbbiekben is számos reklámfilmben feltűnt, elsősorban az Optus és Nesquik termékeit reklámozta, valamint szerepelt néhány kisebb jelenetben olyan népszerű ausztrál sorozatokban, mint pl. a Hey Dad…!, A Country Practice és a Police Rescue.
14 éves volt, mikor elkészített egy öt számból álló demo CD-t, aminek költségeit a tévés szerepeiből szerzett pénzből fizette. A felvételeket elküldte a Sydney Swans Football Club-nak, akik továbbküldték azt Glenn Wheatley-nek, egy neves zenei producernek, aki olyan sikeres ausztrál előadók pályáját egyengette, mint a Little River Band és John Farnham. Lehetőséget látott abban, hogy Delta szólóénekesként megállná a helyét, ezért felajánlotta neki, hogy fejlesztheti előadói képességeit egy független kiadónál az Empire Records-nál. 1999 júniusa és 2000 szeptembere között Paul Higgins és Trevor Carter zenei producerekkel dolgozott együtt egy 13 dalt tartalmazó album elkészítésén, melynek a Delta címet szánták. Úgy gondolták, hogy a 15 éves céltudatos fiatal lány képes utánozni olyan előadók stílusát, mint a Spice Girls, Britney Spears vagy Mandy Moore. Az akkoriban elkészült dalok mindmáig nem jelentek meg, és 2004-ben Delta jogi lépéseket tett ennek későbbi megjelentetése ellen.

### 2001–2003: Az első sikerek, tévés szerep, első nagylemez
2001-ben a Sony lemezkiadóhoz szerződött, és egy dance-pop stílusú album munkálatain kezdett el dolgozni. Ekkoriban készült az „I Don’t Care” című szám is, mely nem aratott sikert, csupán a 64. helyezést érte el az eladási listákon. Így az album és egy ígéretesebbnek tűnő második kislemez „A Year Ago Today” elkészítésének terve eltolódott, így a Sony és Delta átértékelte a jövőben követendő zenei irányzatot.
2002-ben a népszerű Szomszédok című ausztrál sorozatban kapott szerepet, ahol a félénk iskolás lány Nina Tucker szerepét játszotta, aki ugyanakkor énekesnői babérokra vágyik. Ez a szerep segített neki abban, hogy újra zenei pályafutására tudjon összpontosítani. A zongora dallamra írt „Born to Try” című balladát a sorozatban énekelte először, és ezzel a dallal megszerezte az első helyet az ausztrál listák élén, és a brit Top 3-ba is bekerült. A sorozatban való alakításáért 2003-ban ”A Legnépszerűbb új tehetség” kategóriában Logie-díjat kapott, és további két jelölést 2004-ben.
2003 januárjában megjelent a „Lost Without You” című száma, amely a kislemez eladási listák első helyén nyitott, és az Egyesült Királyságban is az előkelő negyedik helyezést szerezte meg, ezzel is tovább növelve Delta népszerűségét. Az Innocent Eyes című bemutatkozó albuma 2003 márciusában jelent meg, és az ausztrál lemezeladási listák élén debütált. 29 hétig állt a lemezeladási listák élén, és megdöntötte John Farnham 1986-os rekordját, aki 25 hétig vezette a lemezeladási listákat Whispering Jack című albumával. Ez volt a legtöbb példányszámban eladott album 2003-ban, Ausztráliában több mint egymilliót adtak el belőle, világszerte pedig több mint három milliót.
Az „Innocent Eyes” kislemez 2003 júniusában jelent meg, a negyedik kislemez a „Not Me, Not I” megjelenését követően bejelentették, hogy az énekesnőnél rákos megbetegedést diagnosztizáltak. Ez a dal szintén első sláger lett, és Delta ekkor döntötte meg Kylie Minogue korábbi rekordját, akinek ”csupán” 3 olyan dala volt egy albumról, amelyik első lett.
Delta ekkoriban a Szomszédok című sorozatban játszott szerepét is abbahagyta, hogy megkezdhesse a kezeléseket, és bejelentette, hogy nem hosszabbítja meg a szerződését Glenn Wheatley-vel, hanem helyette édesanyja, Lea fogja ellátni a menedzseri teendőket. Hónapokkal később Delta hét ARIA-díjat nyert, és ezzel megdöntötte Natalie Imbruglia korábbi rekordját, aki 1999-ben hat díjat nyert. Ezen a zenei díjátadón, ahol Delta betegsége miatt nem tudott fellépni, Darren Hayes volt az az énekes, aki előadta a „Lost Without You” című számot, ezzel is tisztelegve az énekesnő előtt, aki elsírta magát a produkció hallatán.
Mindeközben megjelentette első Delta című DVD-jét is, amely az eladási listák élén debütált. Tizenkétszeres platina lett, és rekordot döntött, mert eddig egyetlen zenei DVD-ből sem adtak el annyit Ausztráliában, mint ebből. A DVD-n hat videóklip, élő koncertfelvételek, kulisszatitkok és egyéb érdekességek találhatóak.

### 2004–2006: Második nagylemez, első filmszerep és koncertkörút
2003 decemberében kezdett hozzá második Mistaken Identity című albumának munkálataihoz. 2004 szeptemberében a Pepsi reklámarca lett Ausztráliában, és megjelent a Pepsi termékek címkéjén, hirdetőtáblákon, valamint tévéreklámokban, és egy különleges műsorral is kedveskedett a meghirdetett verseny győzteseinek.
2004 októberében megjelent második albumának első kislemeze „Out of the Blue” címmel, melynek társ-írója a zenei producer Guy Chambers volt. A kislemez az eladási listák első helyét megszerezte, és az Egyesült Királyságban is a Top 10-ben debütált.
Második nagylemeze 2004 novemberében jelent meg Ausztráliában, és szintén az ausztrál lemezeladási listák élén debütált. Sokféle stílusú dal található az albumon, a dalszövegek is sokkal mélyebbek és lehangolóbbak, hiszen a betegségével való küzdelmes tizenkét hónap eseményei ihlették a szövegeket.
Az ír énekes Brian McFadden-nel készített „Almost Here” című duett is nagy siker lett, ez a kislemez szintén első lett Ausztráliában, valamint Írországban. Az albumról kimásolt többi kislemez - „Mistaken Identity”, „A Little Too Late”, „Be Strong” - csak Ausztráliában jelentek meg és mérsékelt sikert értek el. Delta ebben az évben piacra dobta saját fehérnemű kollekcióját is by Annabella néven.
2005-ben szerepelt a Hating Alison Ashley című filmben, aminek alapja egy népszerű ifjúsági regény volt. Delta a címszereplő Alison Ashley karakterét játszotta. A film nagyon gyengén szerepelt a mozis bevételi listákon, és a kritikusok is rossz véleménnyel voltak róla, kritizálták Delta merev és közönyös játékát.
Áprilisban Goodrem New Yorkba utazott, hogy beindítsa amerikai karrierjét, és készített egy új verziójú klipet a „Lost Without You” című számhoz. A dalnak mérsékelt sikere volt, csupán a tizennyolcadik helyet szerezte meg. Az énekesnő csalódott volt ezzel kapcsolatban, így hamar feladta azt a tervét, hogy egy válogatásalbumot jelentet meg Amerikában a korábban megjelent két albumának dalaiból, és egy időre fel is adta az amerikai közönség meghódításával kapcsolatos elképzeléseit.
2005 júliusában sor került első nagy koncertkörútjára is Ausztráliában a The Visualize Tour keretében. A jegyárak nagyon magasak voltak kezdetben (99 ausztrál dollár), emiatt sok támadás érte a szervezőket, mondván sokkal többet kérnek el a koncertjegyekért, mint egy külföldi előadó esetében. Emiatt kezdetben lassan fogytak a koncertjegyek, de miután lecsökkentették a jegyárakat 60 ausztrál dollárra, több mint 80 000 jegyet sikerült értékesíteni, így a The Visualize Tour Ausztrália legsikeresebb koncertkörútja volt, amely 2005 novemberében DVD-n is megjelent, és Delta második első helyezett koncert DVD-je lett. 

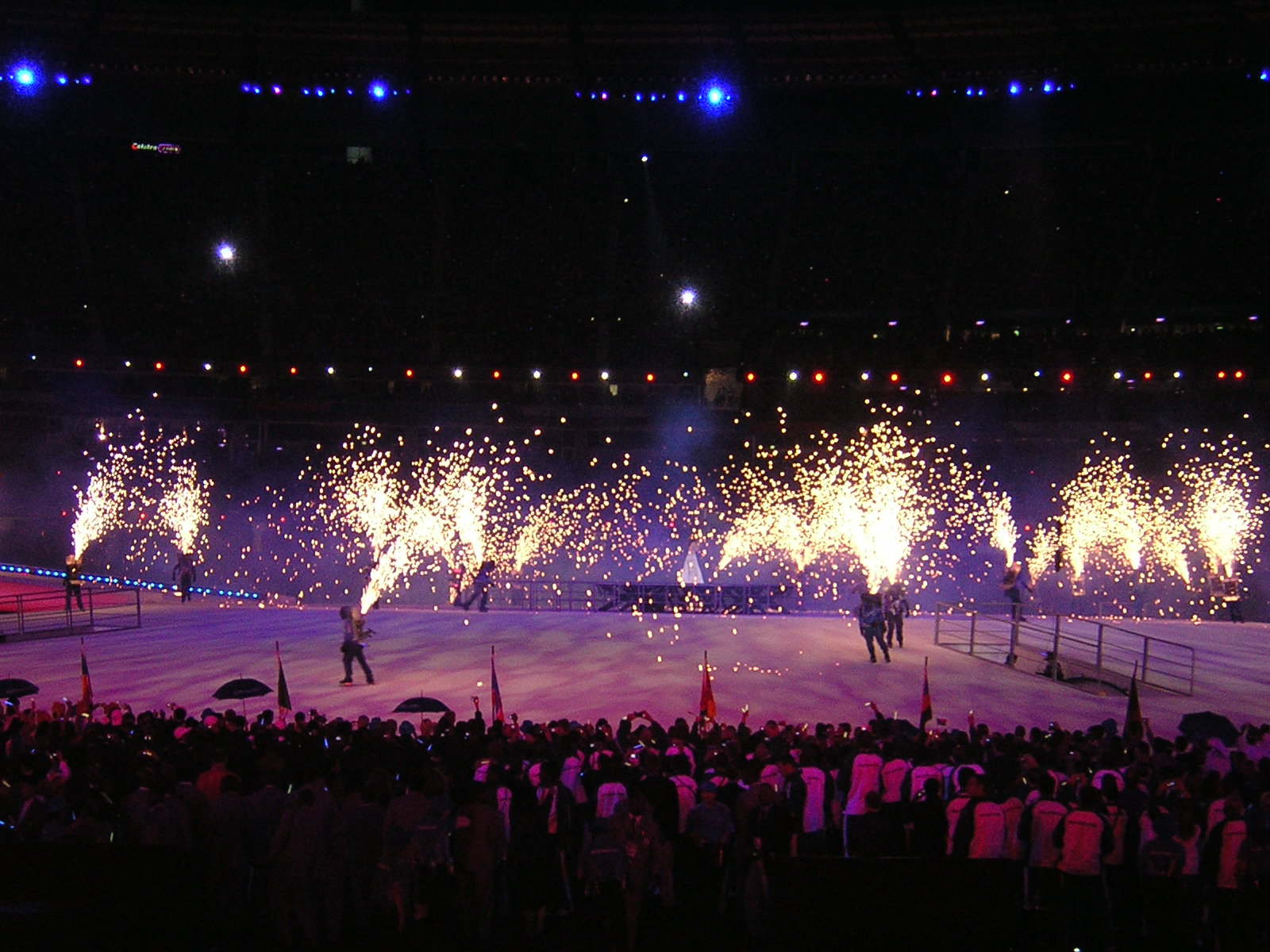
Commonwealth Games 2006-ban

A 2006-ban Melbourne-ben tartott Nemzetközösségi játékok nyitó ünnepségén 80 000 jelenlévő és 1,5 milliárd tévénéző kísérhette figyelemmel Delta-t, miközben előadta „Together We Are One” című dalát. A számot ezen esemény alkalmából írták Guy Chambers és Brian McFadden közreműködésével, és Ausztráliában kislemez formájában is megjelent, második helyezést érve el ezzel a listákon.
Októberben Goodrem Japánban járt népszerűsíteni Innocent Eyes című albumának japán kiadását, valamint a csak Japánban kislemez formában megjelent „Flawed” című dalát, amelynek sikerült első helyezést elérnie a letöltési listákon. Novemberben az angol tehetségkutató műsorban a The X Factor-ban lépett fel a Westlife együttessel, ahol az „All Out of Love” című duettjüket énekelték el. Karácsony estéjén Melbourne-ben volt, az évente megrendezett Carols by Candlelight elnevezésű eseményen.

### 2007–napjainkig
Delta 2007 augusztusában Los Angeles-ben járt, ahol leforgatta az „In This Life” című dalának videóklipjét, mely 2007 szeptemberében jelent meg és első helyen debütált az ausztrál kislemez eladási listákon, ez Delta nyolcadik első dala lett.
Legutóbbi Delta című harmadik nagylemeze 2007 október 20-án jelent meg Ausztráliában. Az albumon található dalok könnyedebb hangvételűek, és mindenképpen pozitívabb hatásúak a korábban megjelent Mistaken Identity albumhoz képest. Az ausztrál lemezeladási listákon első helyezést ért el, követve ezzel az eddig megjelent nagylemezek sikerét. 
A következő kislemez a „Believe Again” 2007 decemberében jelent meg és a hozzá elkészített videóklip megalkotása az egyik legdrágább klipforgatás volt az ausztrál zenetörténetben. A „You Will Only Break My Heart” 2008 márciusában, a negyedik maxi az „I Can’t Break It to My Heart” 2008. augusztus 16-án jelent meg.

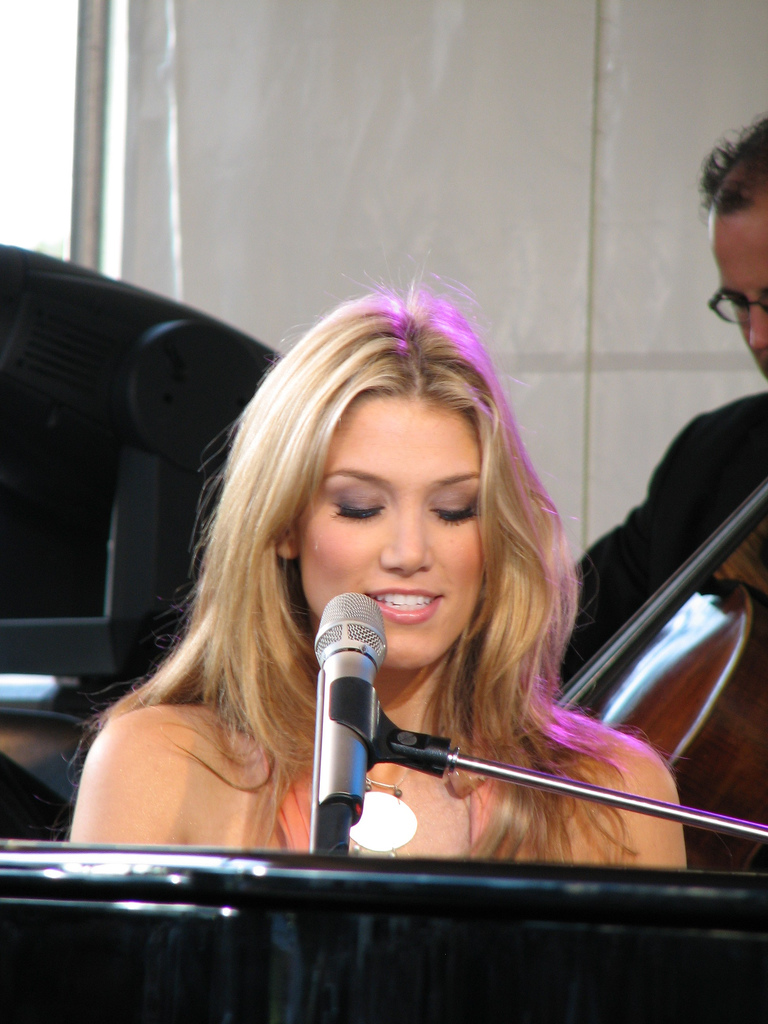
Delta Melbourne-ben egy fellépés alkalmával.

Delta dalszövegírói képességeit is bizonyította mikor közreműködött az „Eyes on Me” című dal szövegének megírásában, melyet Céline Dion énekelt el, és „Taking Chances” című nagylemezén is hallható. Énekelt egy duettet Olivia Newton-Johnnal is „Gotta Be Right Here with You”, ennek a kezdeményezésnek a célja az volt, hogy pénzt gyűjtsenek az Olivia’s Cancer Hospital számára.
2008 júliusában az énekesnő az Egyesült Államokban is megjelentette a harmadik nagylemezét. A dalok listája megegyezik az ausztrál kiadáséval, kivéve egy dalt, a The Guardian-t, mely nem szerepel az amerikai kiadáson, helyette a „Born to Try” című dal került fel az albumra. Delta az Egyesült Államokban promóciós körútra indult, hogy bemutassa az albumot, és több beszélgetős műsorban is feltűnt, ahol néhány dalát elénekelte. Erről az időszakról úgy nyilatkozott, hogy egy kaland volt számára az amerikai körút, nem voltak elvárásai, egyszerűen csak minél több embernek szerette volna megmutatni a dalait, és csodálatosan érezte magát.
Delta 2008-ban két ARIA-díjak jelölést kapott, a „Legtöbb Példányszámban Eladott Album” kategóriában meg is nyerte a díjat. A 2008 novemberében megrendezett World Music Award díjátadon is győzedelmeskedett ugyanebben a kategóriában.
Delta 2009 januárjában újabb koncertkörutat szervezett, a Believe Again Tour keretében 8 városban, 14 fellépés alkalmával legutóbbi nagylemeze dalait mutatta be. Egy nemrégiben készült interjúban Delta azt is elárulta, hogy elkezdett már dolgozni a negyedik nagylemezén, amely várhatóan 2009 végén, vagy 2010 tavaszán jelenik meg.
Az előzőkben említett, 4. nagylemeze végül pár éves késéssel, 2012. október 26-án jelent meg Ausztráliában. Mindezt az énekesnő 2012. augusztus elején jelentette be. Koncertek is kísérik a lemez bemutatását 2012-ben egy kisebb, 2013-ban egy nagyobb turnéval.

## Magánélete

### Betegsége
2003 július 8-án a 18 éves Delta-nál Hodgkin’s Lymphoma-t (Hodgkin-kór), a rák egy formáját diagnosztizálták, amely elsősorban az immunrendszert támadja meg. Ennek következtében kénytelen volt a munkájával kapcsolatos elkötelezettségeit félretenni, és megkezdeni a kezeléseket a betegséggel szemben. Egy akkoriban készült interjúban elmondta, hogy már 2002 óta a teste több figyelmeztető jelet küldött, hogy valami nincs rendben. A tünetek, amik jelentkeztek nála: a testén megjelent kiütések, fáradtság, éjszakai verejtékezés, súlyvesztés, valamint csomókat észlelt a nyakán. 
”Miközben felüléseken csináltam, valami duzzanatot éreztem a nyakamon. Nem fájt, nem volt látható, de éreztem, hogy van ott valami.” 
Az énekesnő kemoterápiás kezeléseket kapott, amitől kihullott a haja, valamint sugárterápiára is járt.
Miután a közvélemény is tudomást szerzett a betegségéről, a rajongók és hasonló betegségben szenvedők is együttérzésüket fejezték ki. Delta rengeteg levelet kapott a rajongóktól, akik támogatásukról biztosították, valamint jókívánságaikat fejezték ki. A The Visualise Tour keretében Delta meg is köszönte a rajongóknak a sok törődést és kedves szót, amik betegsége alatt vigaszt nyújtottak számára.
Erről az időszakról így nyilatkozott az énekesnő:
”Furcsa látni azokat a képeket, amik akkoriban készültek rólam. Bizonyos szempontból tény, hogy nagyon beteg voltam, és megpróbáltam teljes mértékben magánügyként kezelni. Senki sem láthatott azokon a napokon, amikor nagyon rosszul éreztem magam. Csak 18 éves voltam, mikor felfedezték nálam a betegséget, ugyanakkor volt egy number-one albumom és kislemezem Ausztráliában. És persze az Egyesült Királyságban is második helyen állt a nagylemezem. Nagyon kétpólusú volt ez az időszak számomra.”

### Kapcsolatai
A Szomszédok című sorozat forgatásán ismerkedett meg Blair McDonough-gal, és sokan úgy gondolják[pontosabban?], hogy a „Not Me, Not I” című számot a szakításukról írta az énekesnő. 2004-ben Mark Philippoussis ausztrál teniszezővel járt, kapcsolatuk csupán kilenc hónapig tartott. Visszatérő „Out of the Blue” című dalában írt a kapcsolatukról, valamint arról a támogatásról, amit Marktól kapott, miközben küzdött a rákbetegségével. A pár kapcsolata azután ért véget, mikor az újságok megírták, hogy Mark megcsalta az énekesnőt. A hírek szerint Philippoussis közelebbi kapcsolatba került Paris Hiltonnal, miközben még Deltával járt, ezt később a teniszező tagadta, az énekesnő viszont megerősítette.
Még ugyanebben az évben a Westlife együttes korábbi énekesével Brian McFaddennel kezdett randizni, akivel közösen énekelte el az „Almost Here” című dalt. Angliában a közvélemény találgatásokba kezdett, ugyanis McFadden házas volt, és sokan úgy gondolták, még azelőtt összejött az énekesnővel, mielőtt szakított akkori feleségével Kerry Katona-val. 2006-ban az újságok azt állították, hogy Delta édesanyja azt javasolta lányának, hogy szakítson McFadden-nel, és inkább a karrierjére koncentráljon. Legújabb Delta című albumának borítóján Goodrem őszintén elmondja véleményét édesanyjáról, és Briannel való kapcsolatáról: ”Nagyon sajnálom, hogy megbántottuk egymást, erről az időszakról nehéz írnom” – miközben megemlítette édesanyját Lea-t. Barátjának Briannek is megköszönte a támogatást:
”Elérted, hogy újra higgyek az életben, megint szeressek és zenéljek, jobb emberré váljak, és ezért a legjobb művész tudok lenni. Minden álmom az, hogy te és én egymás mellett álljunk, együtt nevessünk, együtt sírjunk, és együtt énekeljünk.”
2007. november 30-án Delta és Brian bejelentették, hogy eljegyezték egymást. Az ausztrál OK magazin karácsonyi számában megjelent cikkben részletesen foglalkoztak a két énekes kapcsolatával. Ebből kiderült, hogy Brian már hónapokkal korábban eltervezte a lánykérést. Írt egy könyvet is, amiben részletesen beszámolt minden eseményről kettejükkel kapcsolatban, egészen attól kezdve mikor először találkoztak, a legutolsó oldalon pedig azt írta le, hogy kérte meg Delta kezét Bali-szigetén. A szerelmespár 2009 végére tervezi az esküvőt Sydney-ben.
2011 májusában Deltát Nick Jonassal (a híres amerikai Jonas Brothers banda énekesével) látták sétálgatni kéz a kézben. Ekkor még kapcsolatunk nem volt a média elé tárva, de egy hónappal később ismét így mutatkoztak, mint egy boldog szerelmespár, ekkor már kapcsolatukat nem titkolta egyikőjük sem.

### Jótékonyság
Goodrem rendszeresen látogat meg beteg gyermekeket a kórházakban, ahol saját tapasztalatait megosztva próbál segíteni nekik abban, hogy harcoljanak a betegség ellen. A The Visualise Tour koncert jegybevételeinek bizonyos százalékát a ”Delta Goodrem Leukaemia & Lymphoma Research Trust Fund” kapta, amit a rákkutatás támogatására alapított az énekesnő.
2005 májusában egy Angliában induló honlap a Teen Info on Cancer létrehozását támogatta, ahol azt tűzték ki célul, hogy segítik a szenvedő fiatal tizenéveseket. Még ugyanebben az évben a "Thank You Day" elnevezésű rákkutatást segítő esemény nagykövete lett Ausztráliában, amelynek keretében megköszönik az egészségügyben tevékenykedő dolgozóknak és kutatóknak a munkáját. Delta erőfeszítését, és jótékonysági munkáját is elismerték, és egy díj keretében megköszönték.
Delta szintén részt vett az Angliában fontos adománygyűjtő eseménynek tartott Alternative Hair-en, ahol szintén a rákkutatás fejlesztését támogatják. Szintén tagja az "RADD" rövidítésű hírességekből álló csoportnak, akik felhívják a figyelmet az ittas vezetés kockázatára és veszélyeire.

## Munkássága
| - 2003: Innocent Eyes - 2004: Mistaken Identity - 2007: Delta - 2012: Child of the Universe | - 2003: Delta - 2005: The Visualise Tour: Live in Concert |

### Number-one kislemezek
| 2002 | Born to Try                          | 1 |
| 2003 | Lost Without You                     | 1 |
| 2003 | Innocent Eyes                        | 1 |
| 2003 | Not Me, Not I                        | 1 |
| 2003 | Predictable                          | 1 |
| 2004 | Out of the Blue                      | 1 |
| 2005 | Almost Here duett Brian McFadden-nel | 1 |
| 2007 | In This Life                         | 1 |

## Filmográfia
| Év   | Format | Cím                                               | Szerep             | Leírás |
| ---- | ------ | ------------------------------------------------- | ------------------ | --- |
| 1993 | TV     | Hey Dad..!                                        | Cynthia Broadhurst | A The Real Ladies Man című epizódban szerepelt. |
| 1993 | TV     | A Country Practice                                | Georgina Bailey    | |
| 1995 | TV     | Police Rescue                                     | Shopie Harris      | A Conduct Endangering Life című epizódban szerepelt.                                                                                                  |
| 2002 | TV     | Szomszédok (Neighbours)                           | Nina Tucker        | Állandó szereplő volt 2003 közepéig. 2004-ben néhány rész erejéig visszatért, majd 2005-ben a 20. évforduló alkalmából egy epizódban szintén feltűnt. |
| 2004 | TV     | Tiszta Hawaii (North Shore) (tv-sorozat)          | Taylor Ward        | A The Ex-Games és The End epizódokban szerepelt. |
| 2005 | Film   | Ez a csaj nem hagy hidegen (Hating Alison Ashley) | Alison Ashley      | Bemutatkozó filmje |
| 2023 | Film   | Szerelem a levegőben (Love Is in the Air)         | Dana               | Címszerep, egy kis Ausztrál légitársaság főpilótája.                                                                                                  |

## Fordítás
- Ez a szócikk részben vagy egészben  a   Delta Goodrem című angol Wikipédia-szócikk fordításán alapul.  Az eredeti cikk szerkesztőit annak laptörténete sorolja fel. Ez a jelzés csupán a megfogalmazás eredetét és a szerzői jogokat jelzi, nem szolgál a cikkben szereplő információk forrásmegjelöléseként.